# پریاریوس
پریاریوس (کشته شده در ۳۷۸) یکی از پادشاهان قوم لنتینزها بود که در سدهٔ چهارم میلادی می‌زیست و شاخه‌ای از دسته مردمان آلمانی بودند.
او توسط آمیانوس مارسلینوس در سال ۳۷۸، در نزدیکی نوف-بریزاش در فرانسه در نبرد آرژانتواریا با امپراتوری روم غربی جنگید و سرانجام شکست خورد و کشته شد.

## بیشتر بخوانید
- Dieter Geuenich: Geschichte der Alemannen.  Kohlhammer Verlag, Stuttgart 2005, 2. revised edition., شابک ‎۳−۱۷−۰۱۸۲۲۷−۷, pp. 31, 63, 162, 171 (German)
- Dieter Geuenich: Lentienses. In: Reallexikon der Germanischen Altertumskunde (RGA). 2. edition, volume 18, Walter de Gruyter, Berlin / New York 2001, شابک ‎۳−۱۱−۰۱۶۹۵۰−۹, pp. 266–267 (German)
- Moritz Schönfeld: Lentienses. In: Paulys Realencyclopädie der classischen Altertumswissenschaft (RE). Band XII,2, Stuttgart 1925, Sp. 1944 (German)